# Alfredo Pazzaglia
Alfredo Pazzaglia (Cagliari, 10 giugno 1927 – Roma, 6 maggio 1997) è stato un politico, avvocato e giornalista pubblicista italiano.

## Biografia
Nato a Cagliari, figlio di un noto avvocato e notabile fascista, frequentò il Collegio Navale Morosini di Venezia e dopo il 25 luglio 1943 con la caduta del regime fascista, si arruolò volontario appena sedicenne nella Xª MAS del Principe Junio Valerio Borghese nella Repubblica Sociale.
Si laureò in giurisprudenza nel 1950 ed intraprese la professione di avvocato. Aderì al Movimento Sociale Italiano sin dalla costituzione e fondò la CISNAL a Cagliari. Fu Commissario Straordinario della Federazione provinciale di Cagliari del MSI dal 1955 e quindi eletto con larga maggioranza Segretario federale durante il Congresso provinciale del 1956, incarico che mantenne ancora per circa tre anni, quando dovette lasciare l'incarico per i numerosi impegni istituzionali. Fu sempre legato personalmente a Giorgio Almirante e alla sua formazione interna di "Rinnovamento".
A 29 anni nel 1956 fu eletto consigliere comunale di Cagliari nelle file del MSI per quattro anni (1956-1960) e quindi per due legislature al Consiglio Regionale della Sardegna, la prima nel 1956, da cui si dimise nel 1967 per candidarsi alla Camera dei Deputati. Fu ancora Consigliere comunale di Cagliari nella Legislatura N. 4 dal 1960 al 1964 e infine nella Legislatura comunale di Cagliari N. 7 dal 1975 al 1980. Alle elezioni del 1968 fu eletto alla Camera dei Deputati. Fu parlamentare per 6 legislature (dalla V alla X, ininterrottamente per 24 anni) e presidente del Gruppo Parlamentare del Movimento Sociale per 13 anni dal 1977 al 1992. 
Ha fatto parte della Commissione Affari Costituzionali della Camera. Per due legislature fu componente del Comitato Parlamentare dei Servizi di Sicurezza, della Commissione Bicamerale d'Inchiesta sulla criminalità in Sardegna e della Commissione Bicamerale per i  procedimenti d'accusa. Fu anche giornalista pubblicista; successivamente fu eletto Presidente del partito subito dopo Giorgio Almirante, incarico che mantenne dal 1990 al 1994..
Nel 1992 fu il candidato di bandiera del MSI alla presidenza della Repubblica. Nel 1994 fu eletto al Consiglio Superiore della Magistratura, ove presiedette la Seconda Commissione Referente, che si occupa delle autorizzazioni degli incarichi extragiudiziari e delle incompatibilità. Morì il 6 maggio 1997 ed al funerale di Stato, celebrato a Santa Maria degli Angeli a Roma, presenziarono tutte le cariche istituzionali compreso il Presidente della Repubblica Oscar Luigi Scalfaro.
Il discorso commemorativo fu pronunciato dall'onorevole Enzo Trantino, che lo definì "un uomo integro, vissuto nella politica e morto nella politica". Con il suo equilibrio e competenza in materia legislativa (pochi conoscevano il regolamento come lui) contribuì in modo determinante a sdoganare il MSI. Fu stimato anche dagli avversari che gli riconoscevano competenza istituzionale, correttezza, autorevolezza e dirittura morale.

## Incarichi parlamentari
- Capogruppo del gruppo parlamentare MOVIMENTO SOCIALE ITALIANO - DESTRA NAZIONALE (VII, VIII, IX e X legislatura)
- Componente della XIII COMMISSIONE (LAVORO E PREVIDENZA SOCIALE) (V e VIII leg.)
- Componente della COMMISSIONE D'INDAGINE RICHIESTA DALL'ON. SCALFARI A NORMA DELL'ART. 74 DEL REGOLAMENTO (V leg.)
- Componente della COMMISSIONE PARLAMENTARE D'INCHIESTA SUI FENOMENI DI CRIMINALITA' IN SARDEGNA (V leg.)
- Componente della GIUNTA DELLE ELEZIONI (VI, VII leg.)
- Componente della I COMMISSIONE (AFFARI COSTITUZIONALI) (VI, VII, VIII, IX e X leg.)
- Componente della COMMISSIONE SPECIALE PER L'ESAME DEI PROVVEDIMENTI CONCERNENTI LA DISCIPLINA DEI CONTRATTI DI LOCAZIONE DEGLI IMMOBILI URBANI (VI leg.)
- Componente della COMMISSIONE PARLAMENTARE PER IL PARERE AL GOVERNO SUI DECRETI DELEGATI CONCERNENTI NORME A FAVORE DEI DIPENDENTI DELLO STATO ED ENTI PUBBLICI EX COMBATTENTI ED ASSIMILATI (VI leg.)
- Componente della COMMISSIONE INQUIRENTE PER I PROCEDIMENTI DI ACCUSA (VI leg.)
- Componente della GIUNTA PROVVISORIA DELLE ELEZIONI (VII e VIII leg.)
- Componente del COMITATO DI VIGILANZA SULLA BIBLIOTECA (VII leg.)
- Componente della GIUNTA PER IL REGOLAMENTO (VIII e IX leg.)
- Componente della COMMISSIONE PARLAMENTARE PER L'INDIRIZZO GENERALE E LA VIGILANZA DEI SERVIZI RADIOTELEVISIVI (VIII leg.)
- Componente della SOTTOCOMMISSIONE PERMANENTE PER L'ACCESSO (VIII leg.)
- Componente della COMMISSIONE PARLAMENTARE PER I SERVIZI DI INFORMAZIONE E SICUREZZA E PER IL SEGRETO DI STATO (IX e X leg.)
- Componente della II COMMISSIONE (GIUSTIZIA) (X leg.)
- Componente della COMMISSIONE PARLAMENTARE PER IL CONTROLLO SULL'ATTIVITA' DEGLI ENTI GESTORI DI FORME OBBLIGATORIE DI PREVIDENZA E ASSISTENZA SOCIALE (X leg.)
- Componente della COMMISSIONE D'INDAGINE EX ARTICOLO 58 (ON. GUNNELLA) (X leg.)
- Componente della COMMISSIONE D'INDAGINE EX ARTICOLO 58 (ON. CRISTOFORI) (X leg.)
- Componente della COMMISSIONE PARLAMENTARE PER IL PARERE AL GOVERNO SULLE NORME DELEGATE RELATIVE AL NUOVO CODICE DI PROCEDURA PENALE (X leg.)